# Liu Zhidan

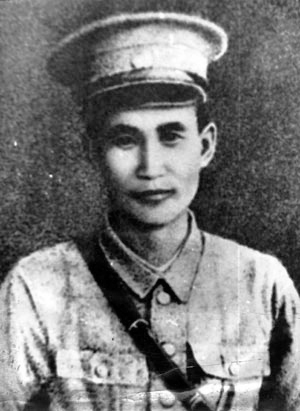
Liu Zhidan

Liu Zhidan (chinesisch 劉志丹 / 刘志丹, Pinyin Liú Zhìdān, W.-G. Liu Chih-tan; * 4. Oktober 1903 in Bao’an, Shaanxi; † 14. April 1936 bei Sanjiao, Shanxi) war ein bedeutender Kommandeur der chinesischen Roten Armee und Gründer der kommunistischen Basis in Nord-Shaanxi.
Liu wurde in Bao’an geboren und organisierte bereits in seiner Jugend eine Schülerbewegung. Im Jahr 1924 trat er der Sozialistischen Jugendliga bei, im Jahr 1925 der Kommunistischen Partei. Während der Ersten Einheitsfront durchlief er eine Ausbildung an der Whampoa-Militärakademie in Guangzhou. Nach dem Abschluss wurde er Gesandter der Kommunistischen Partei in den Truppen des Kriegsherren Feng Yuxiang. Im April 1928 organisierte er mit Xie Zhichang und Tang Shu den Weihua-Aufstand, wonach er die Revolutionäre Nordwest-Arbeiter- und Bauernarmee gründete, die ab 1932 als 26. Rote Armee von Liu kommandiert wurde. Die relativ kleine kommunistische Shaanxi-Gansu-Ningxia-Basis, die diese Armee unter der Führung von Liu und Gao Gang verteidigte, umfasste 20 Kreise, stand jedoch weitgehend außerhalb des direkten Einflusses des Politbüros der Kommunistischen Partei. Sie wurde am Ende des Langen Marsches zum Ziel der Roten Armee unter Mao Zedong. Im August 1935 vereinigte sich die 26. Armee von Liu Zhidan und die 25. Armee unter Xu Haidong zum 15. Armeekorps, dessen stellvertretender Kommandeur Liu Zhidan wurde. Im Oktober wurde er in einer politischen Säuberungsaktion aus seinen Posten entfernt und verhaftet. Nach Mao Zedongs Ankunft wurde er rehabilitiert und zum Kommandeur der 28. Armee ernannt. Mit diesen Truppen nahm Liu im April 1936 am Ostfeldzug teil, wo er bei Sanjiao (Provinz Shanxi) in einem Hinterhalt von Kuomintang-Truppen getötet wurde.
Zu Ehren Liu Zhidans trägt der Kreis Zhidan seinen Namen.